# ژنو
ژِنِوْ (به فرانسوی: Genève) (به انگلیسی: Geneva) دومین شهر پرجمعیت کشور سوئیس (پس از زوریخ) و پرجمعیت‌ترین شهر روماندی (بخش فرانسوی زبان سوئیس) و مرکز استان ژنو است. این شهر در ساحل دریاچهٔ ژنو قرار دارد.
ژنو میزبان بیشترین تعداد نهادهای بین‌المللی در جهان است. در این شهر سازمان‌ها و نهادهای بین‌المللی و اروپایی زیادی قرار دارد. از مهم‌ترین سازمان‌های بین‌المللی در این شهر، مقر اروپایی سازمان ملل متحد است. همچنین دومین قطب اقتصادی کشور سوئیس و نهمین مرکز اقتصاد رقابتی جهان و سومین در اروپا بعد از لندن و زوریخ است.
این شهر در سال‌های اخیر، یکی از بهترین شهرهای جهان بر پایه کیفیت زندگی به‌شمار می‌رود.

## تاریخ
این شهر ۱۲۱ سال قبل از میلاد مسیح به امپراتوری رم پیوست و در سال ۱۷۹۸ انقلابیون فرانسه آن را تحت سلطه خود درآوردند و پس از پایان جنگ‌های ناپلئونی در سال ۱۸۱۵ به کنفدراسیون سوئیس پیوست.

## جغرافیا
ژنو در موقعیت جغرافیایی'۱۲°۴۶ شمالی و'۰۹°۶ شرقی و در جنوب غربی انتهای دریاچه ژنو قرار دارد و دارای مساحت ۱۵٫۹۳کیلومتر مربع است. این شهر توسط دو رشته کوه آلپ و ژورا محاصره شده است. آب و هوای ژنو به دلیل همجواری با دریاچه معتدل و قاره‌ای مرطوب است همچنین تحت تأثیر آب و هوای اقیانوسی نیز قرار دارد.

## مردم و دین
بر طبق آمار ثبت شده در سال ۲۰۰۰ ۷۲/۳٪ فرانسوی زبان و ۴/۴٪ انگلیسی زبان و ۴/۲٪ اسپانیایی زبان و۴/۱ ٪ ایتالیایی زبان و۴٪ از مردم ژنو نیز به زبان آلمانی صحبت می‌کنند. دین این شهر از نظر تاریخی مسیحی پروتستان بوده اما به دلیل مهاجرت‌هایی که از فرانسه و دیگر کشورها به ژنو انجام شده اکنون جمعیت کاتولیک‌ها دو برابر میزان چند سده اخیر و در حدود ۳۷/۴٪ از مردم شهر کاتولیک و حدود ۵٪ از مردم نیز مسلمان هستند اما با این حال اکثریت مردم را پروتستان‌ها تشکیل می‌دهند.

## اقتصاد
ژنو دومین قطب اقتصادی سوئیس بوده و اقتصاد آن یک اقتصاد خدماتی است و بانکداری خصوصی از ارکان آن محسوب می‌شود. در سال ۲۰۰۹ به عنوان چهارمین شهر گران جهان شناخته شد اما اخیراً به عنوان هشتمین شهر گران جهان شناخته می‌شود. شرکت‌های بزرگ بسیاری نظیر کاترپیلار-اچ پی-ویتول و… در این شهر دفتر دارند و نمایشگاه اتومبیل ژنو از مهم‌ترین نمایشگاه‌ها در جهان است. در سال ۲۰۱۱ رقم بیکاری در این شهر حدود ۶/۳٪ بوده است. بیش از ۲۲۰۰۰ نفر (مارس ۲۰۱۲) در مقر نهادهای بین‌المللی کار می‌کنند.

### شرکت‌های تولیدی مستقر در ژنو
اس‌تی‌مایکروالکترونیکس، در فهرست اولیهٔ بازار بورس یورونکست ذکر شده است و به عنوان جزئی از شاخص فرانسوی کاک ۴۰ محسوب می‌شود. این شرکت همچنین در فهرست ثانویه از بازار بورس نیویورک و نیز بازار بورس ایتالیا، ذکر شده است.

### ژیوودا
ژیوودا شرکت سوئیسی تولیدکنندهٔ طعم و عطر است. این شرکت علاوه بر عطر، طیف وسیعی از مواد اولیهٔ طعم‌دهنده که در ساخت انواع مواد غذایی بکار برده می‌شوند را تولید و عرضه می‌نماید.

### شوپارد
یک شرکت سوئیسی سازندهٔ ساعت، جواهرات و لوازم جانبی لوکس است که در سال ۱۸۶۰ توسط لویی-اولیس شوپارد تأسیس شده است.
شوپارد در سن ۲۴ سالگی کار خود را با تولید ساعت جیبی دقیق کورنومتر شروع کرد.

### کرن داش
نام یک شرکت سوئیسی تولیدکنندهٔ نوشت‌افزار می‌باشد، این شرکت در سال ۱۹۱۵ تأسیس شده است.

## حمل و نقل
حمل و نقل ژنو از سیستم پیشرفته‌ای برخوردار است. سیستم ریلی این شهر توسط خود کشور سوئیس و فرانسه پشتیبانی می‌شود بنابراین از قطار پیشرفته TGV نیز بهره می‌برد و به شهرهای پاریس و مارسله و… نیز ارتباط دارد. حمل و نقل عمومی توسط اتوبوس، تاکسی و تراموا تأمین می‌شود. بر اساس قانون تاکسی‌ها می‌توانند از جابه جایی کودکان و نوزادان سر باز زنند. اتوبوس‌های این شهر بسیار پیشرفته هستند به طوری که ژنو از اتوبوسی به نام خودران کودکان رونمایی کرد که خودش کار می‌کند و به راننده نیاز ندارد.

## نگارخانه

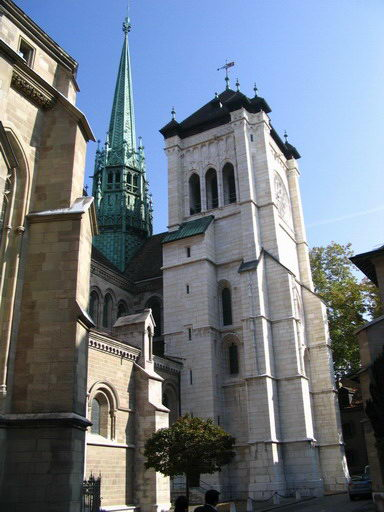
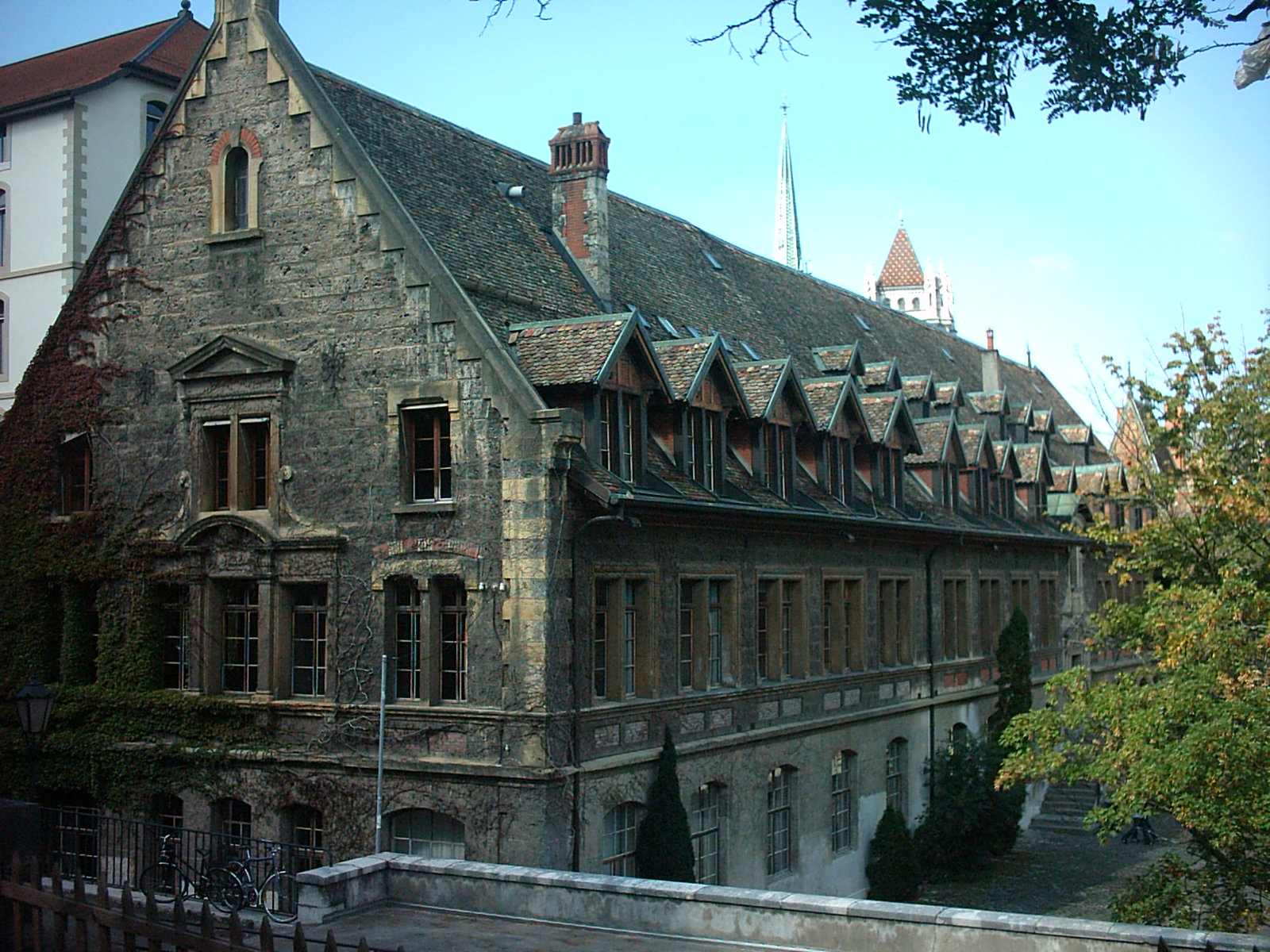
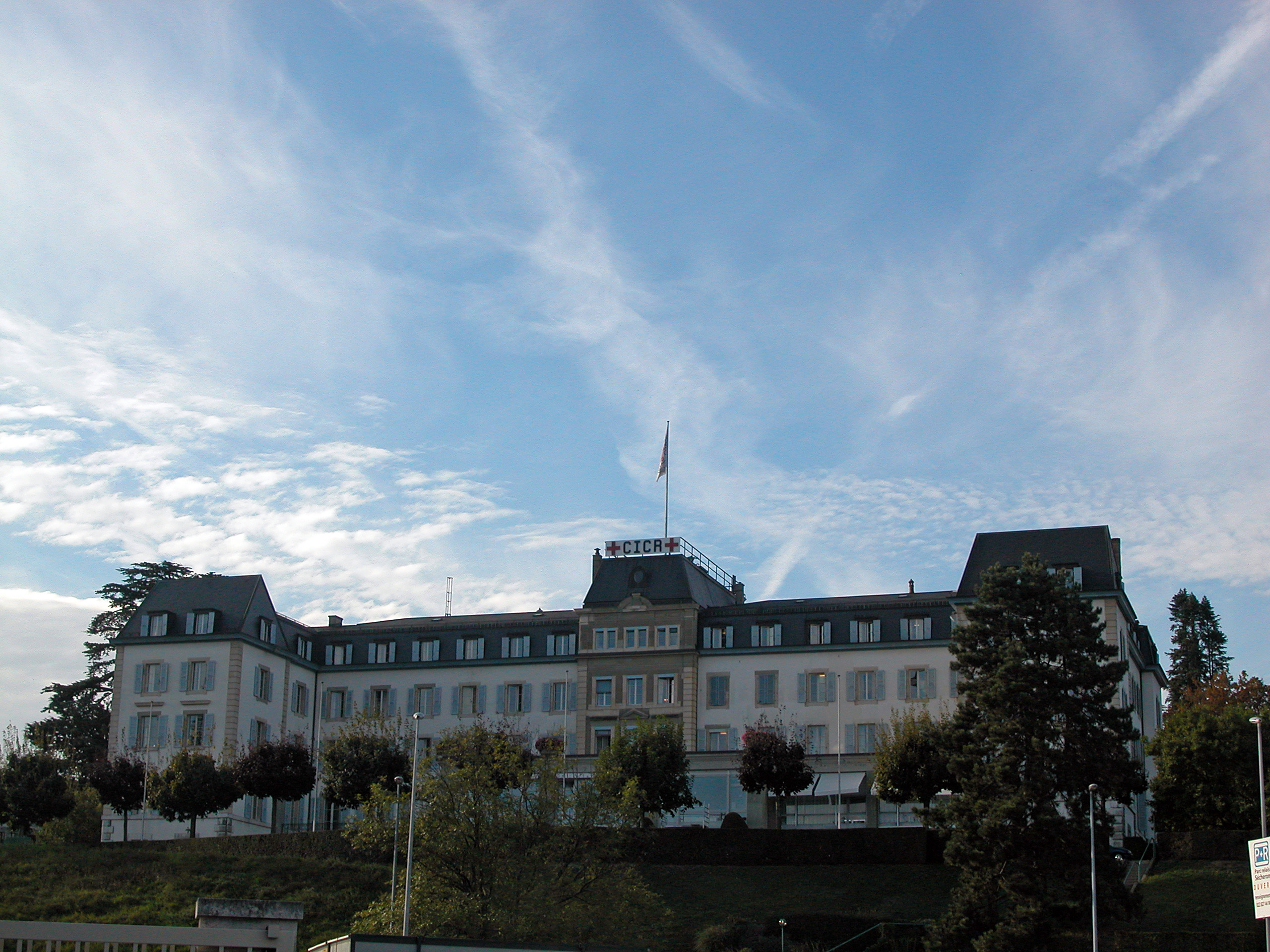
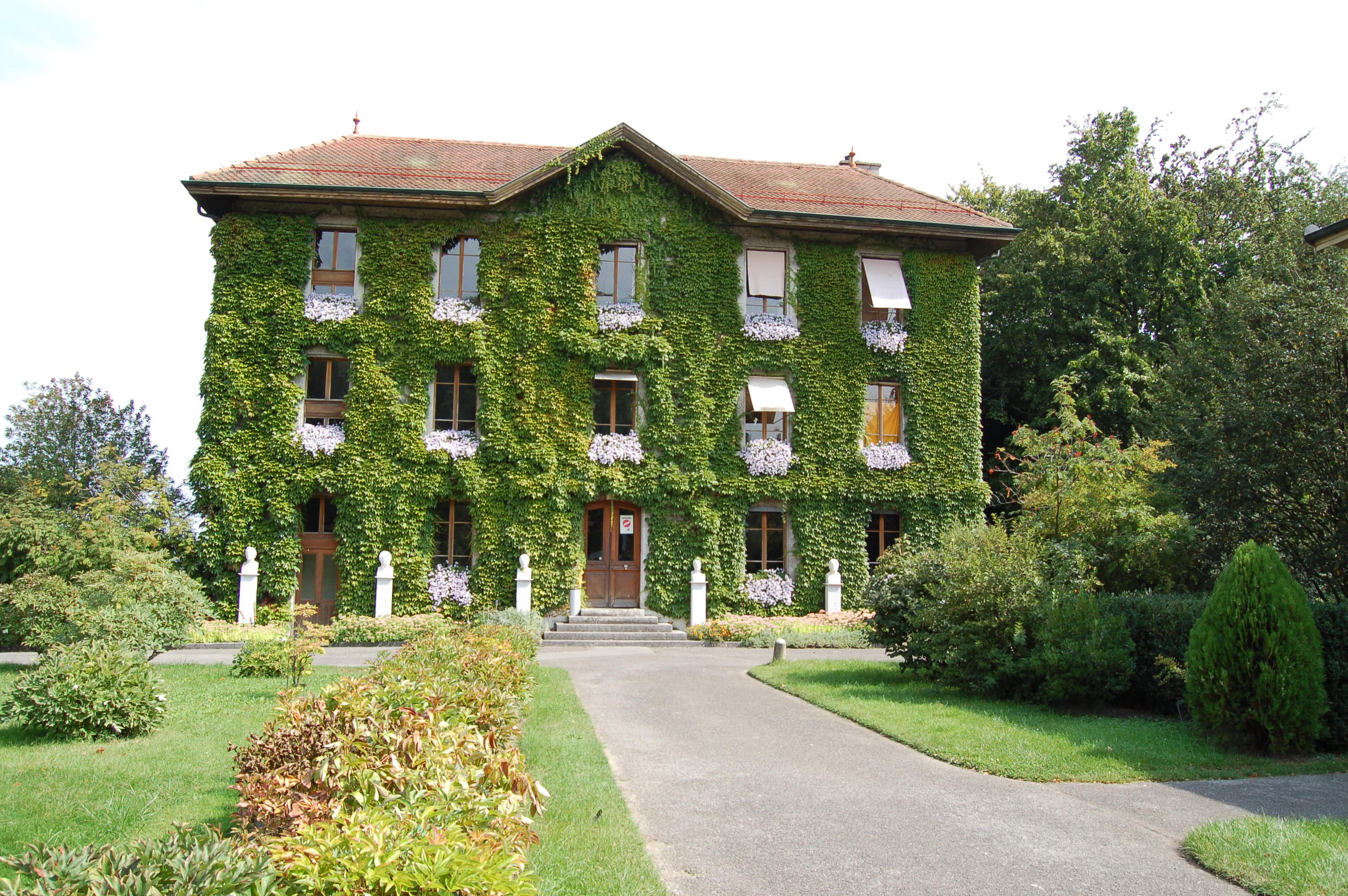
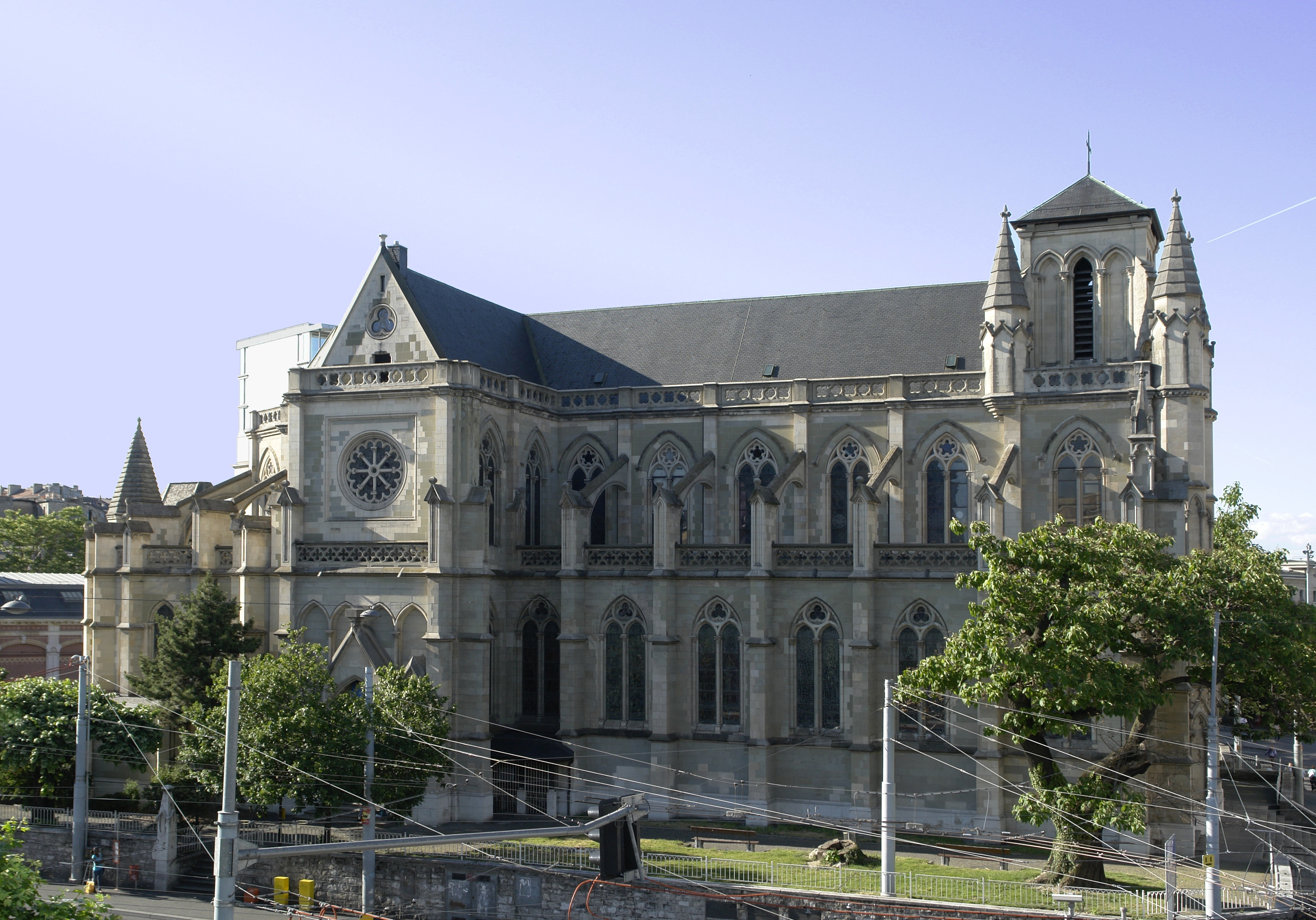
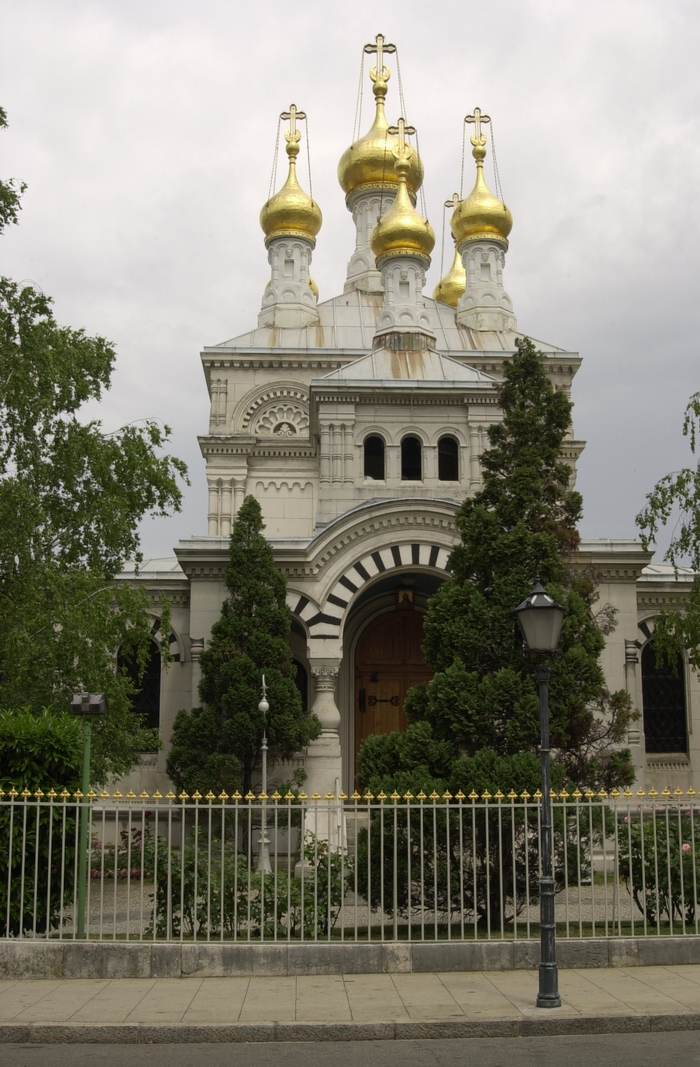
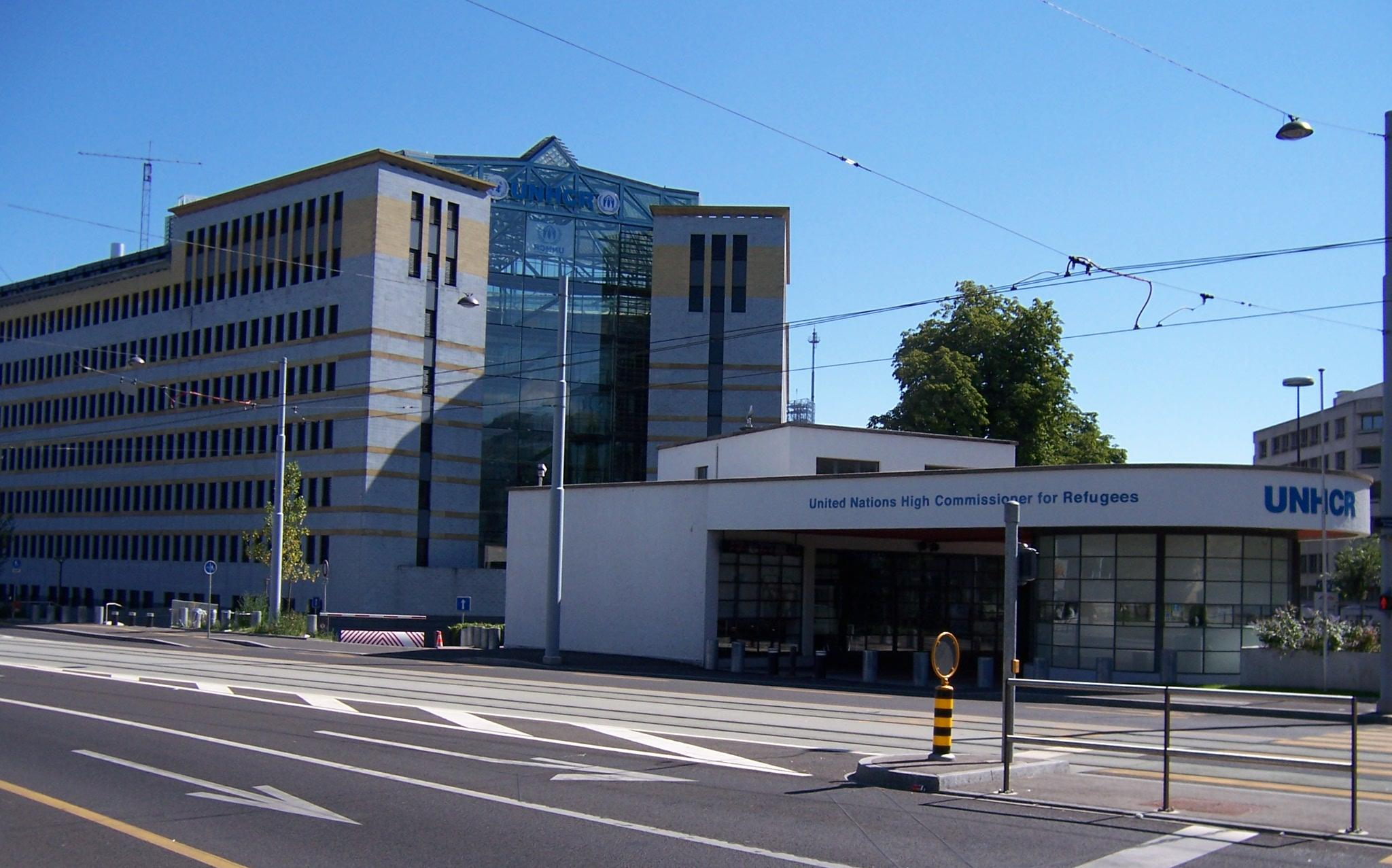
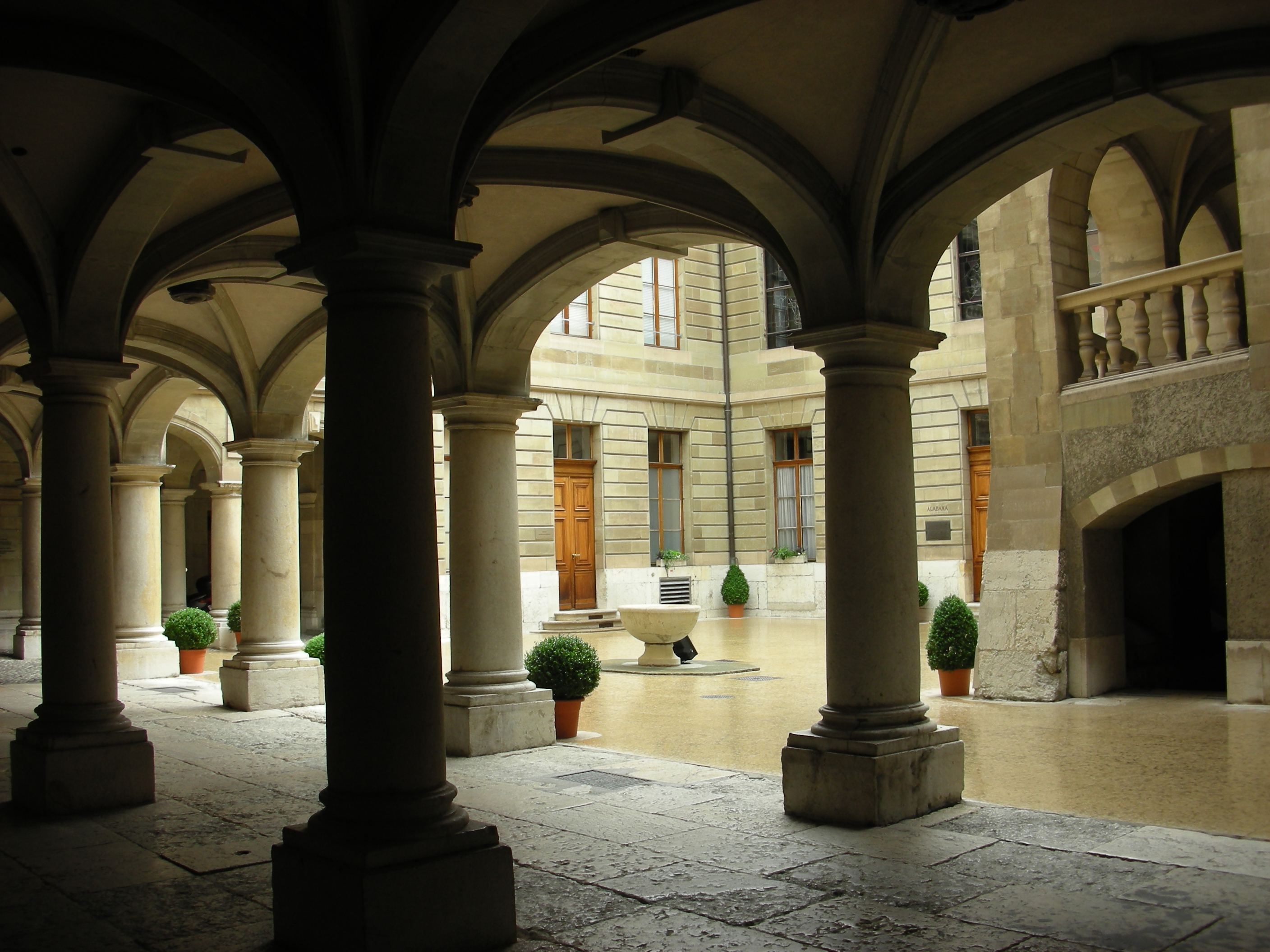
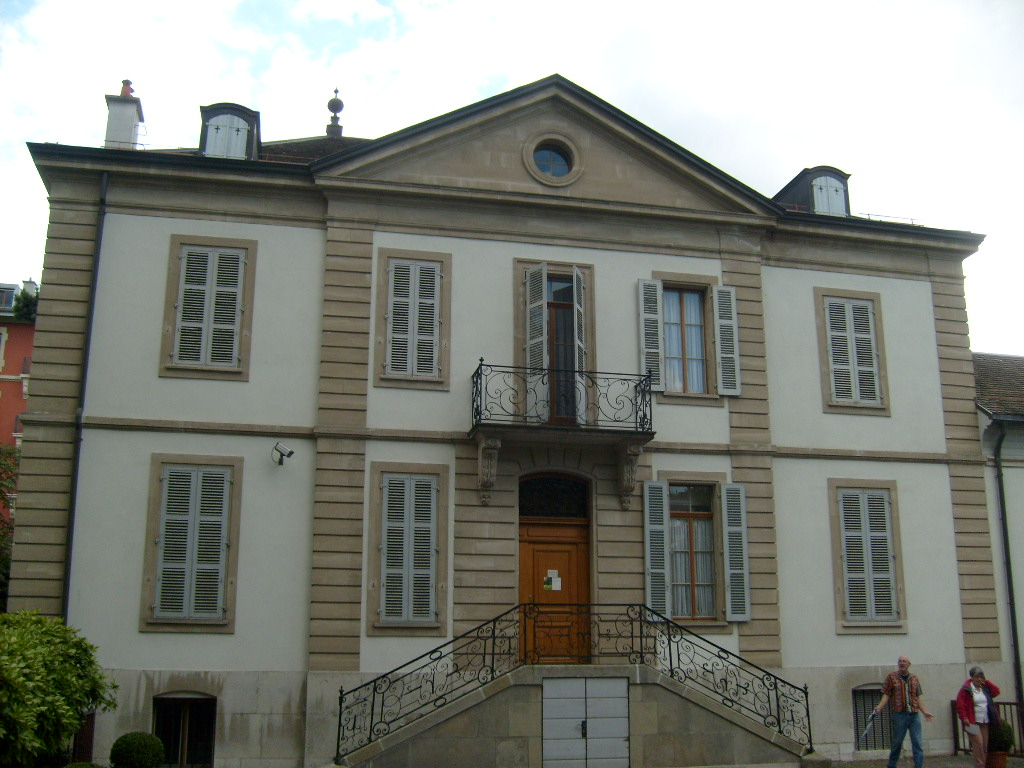
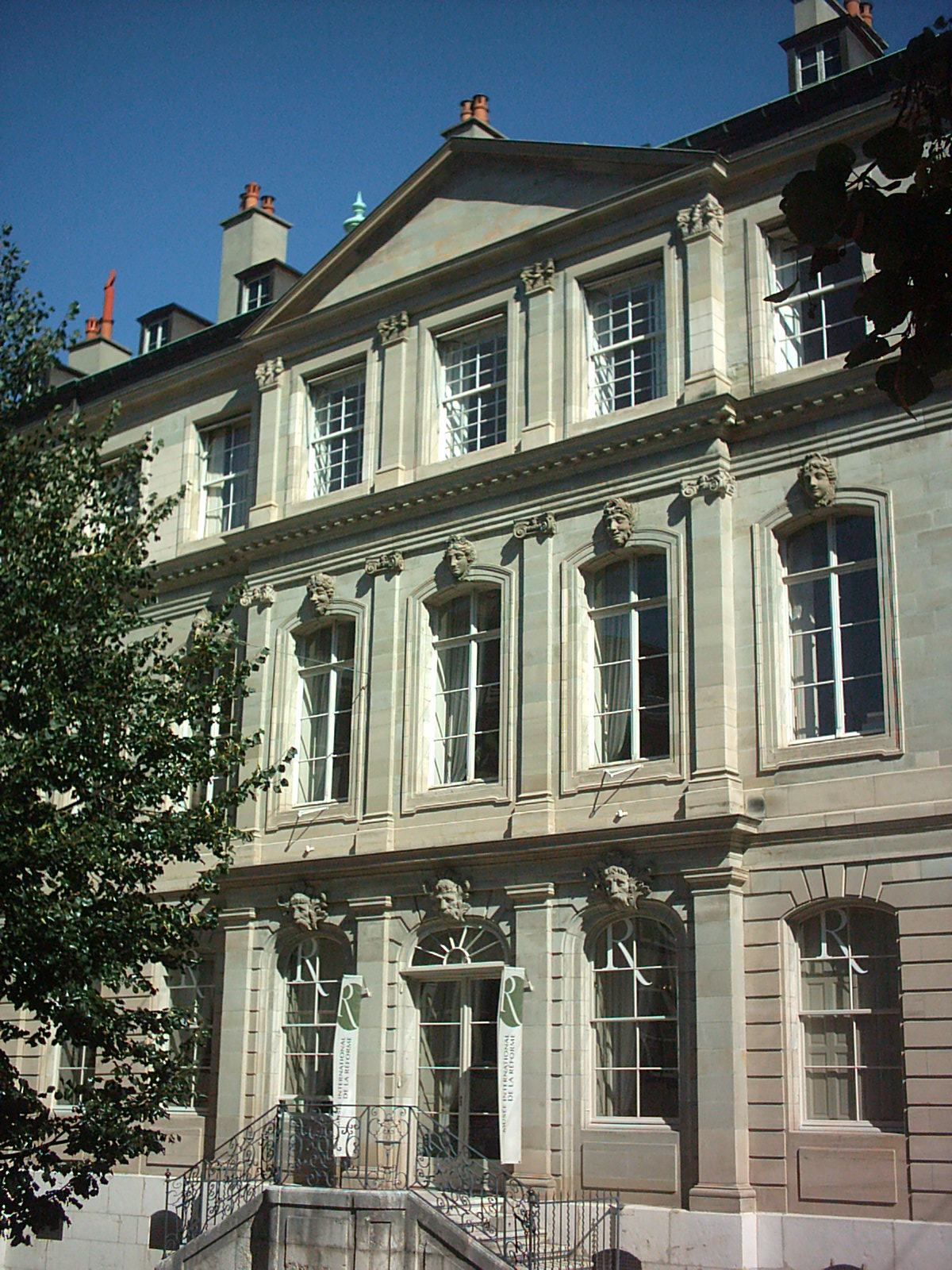
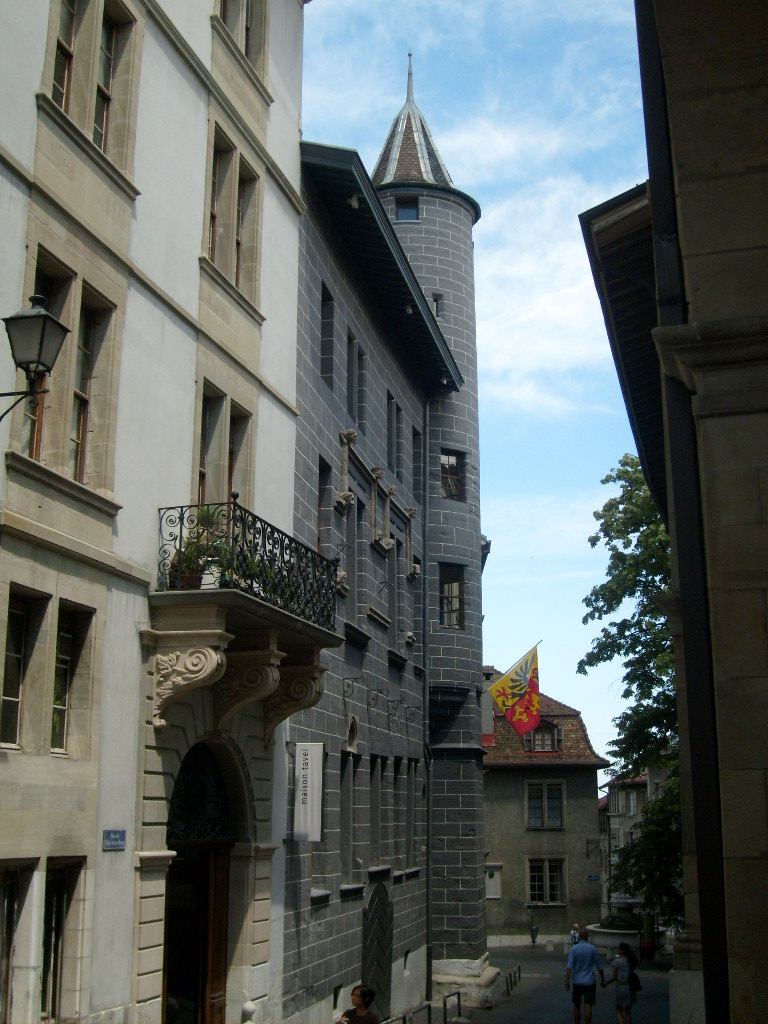
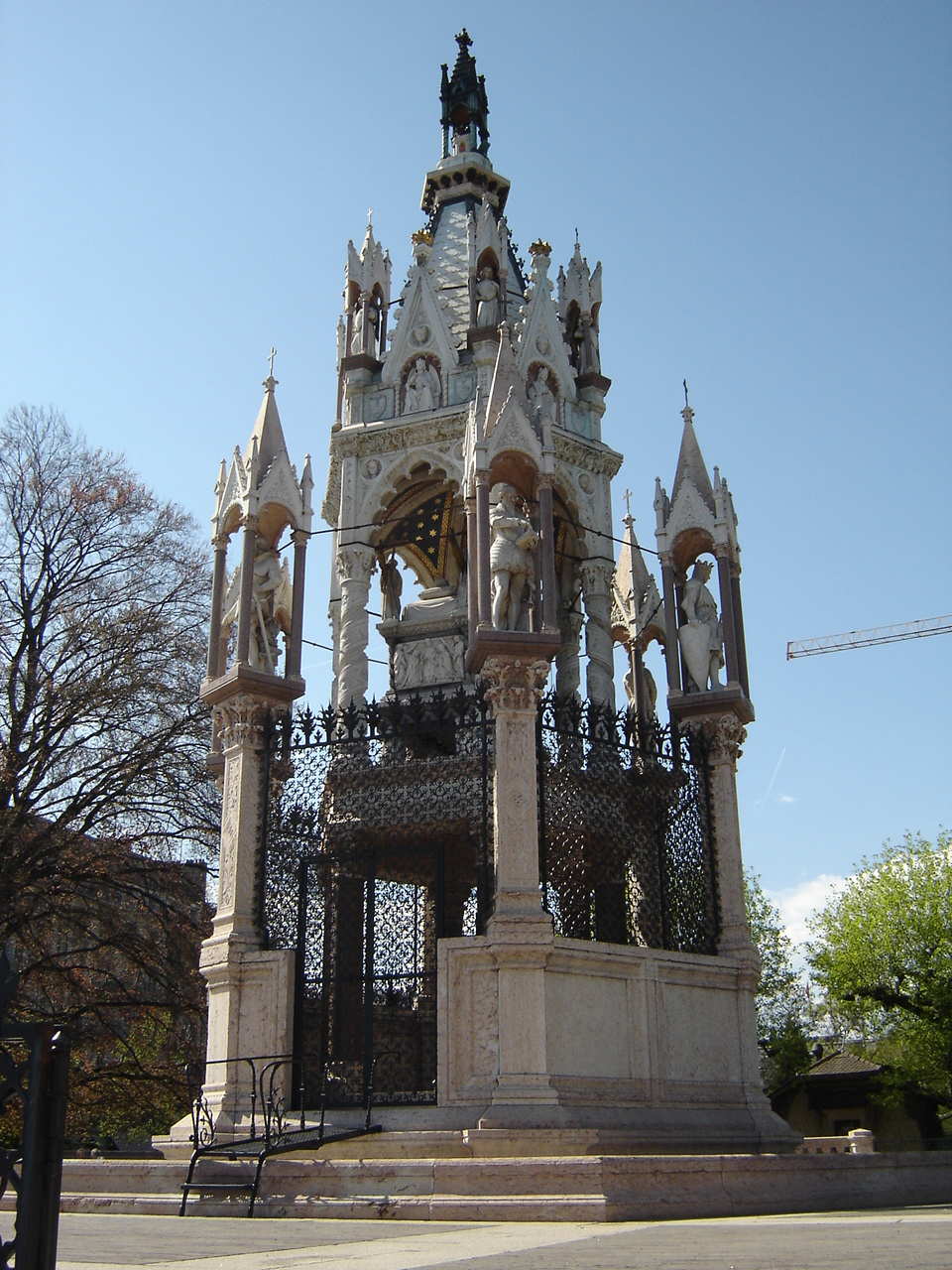
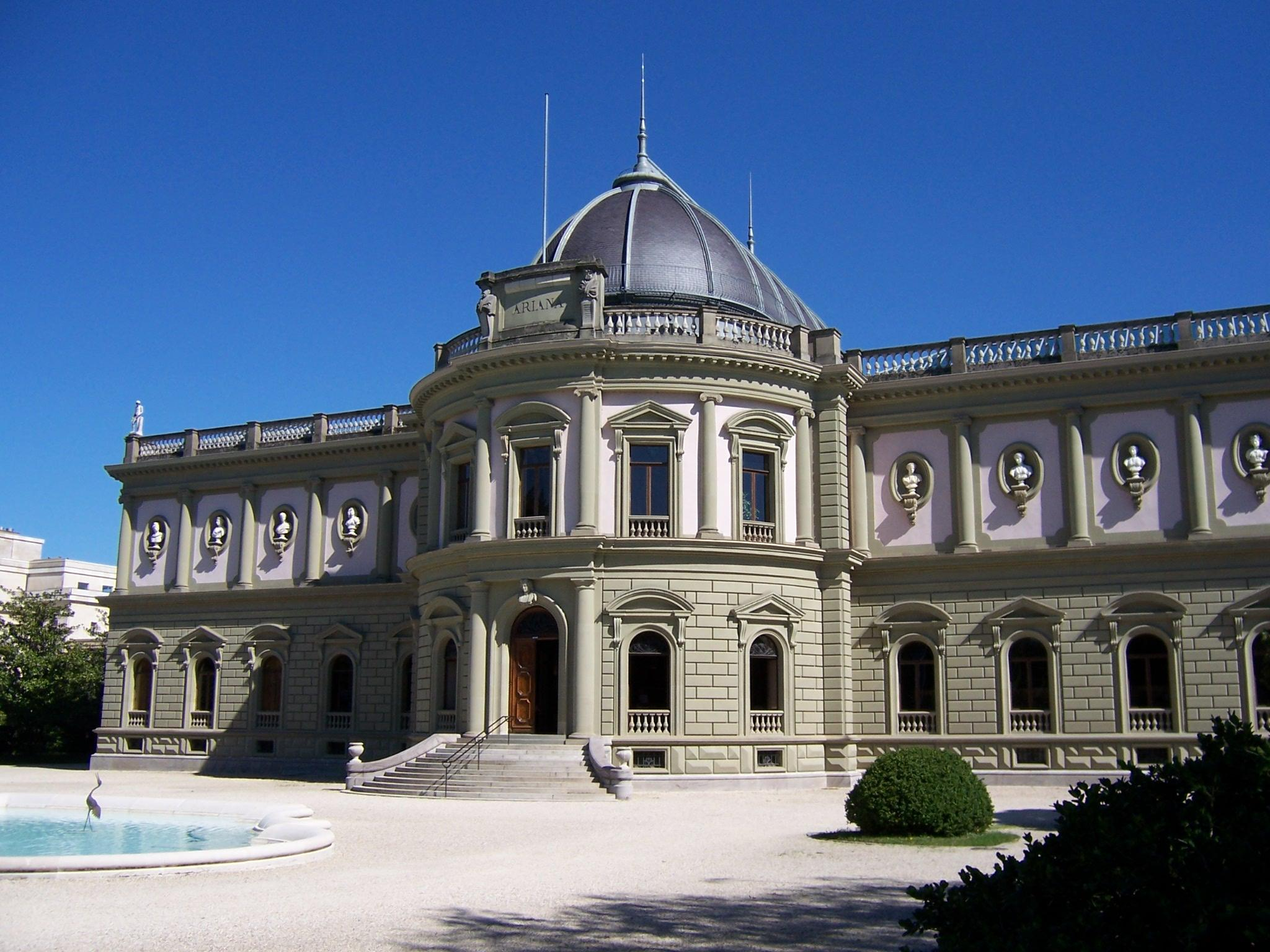
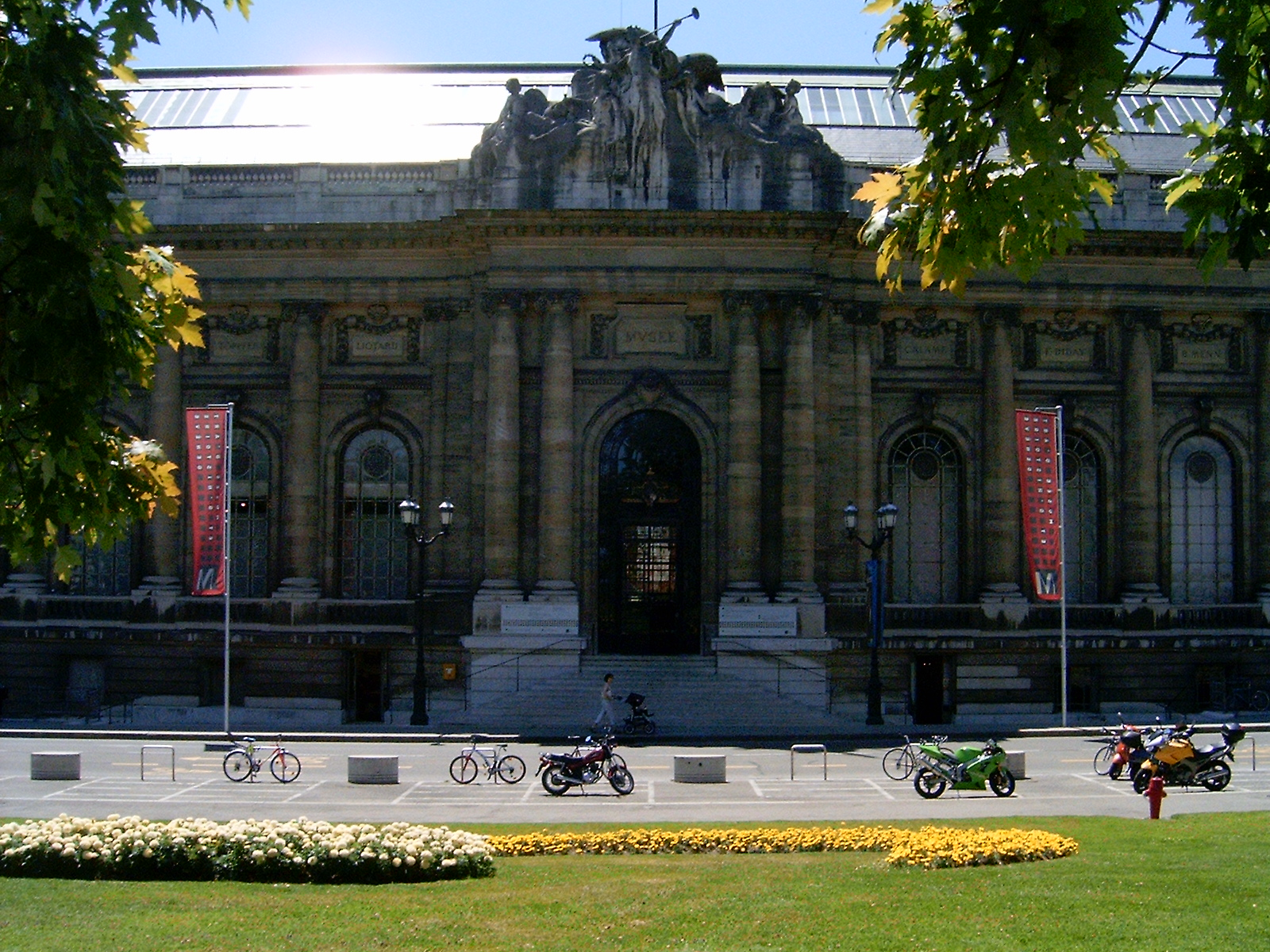
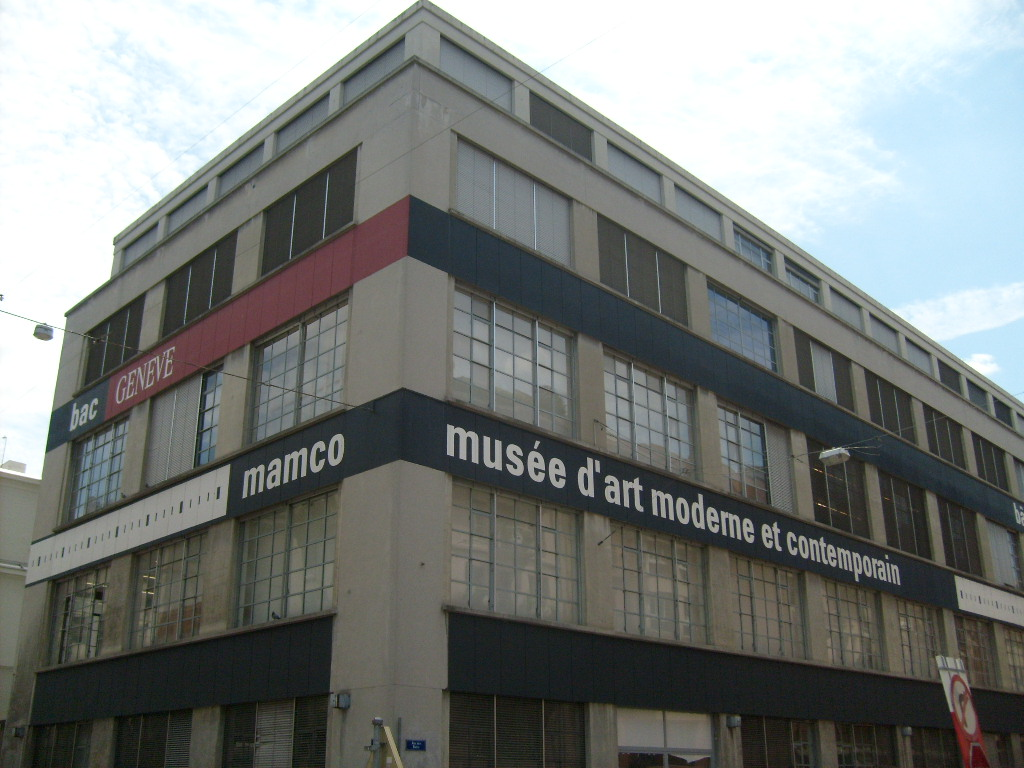
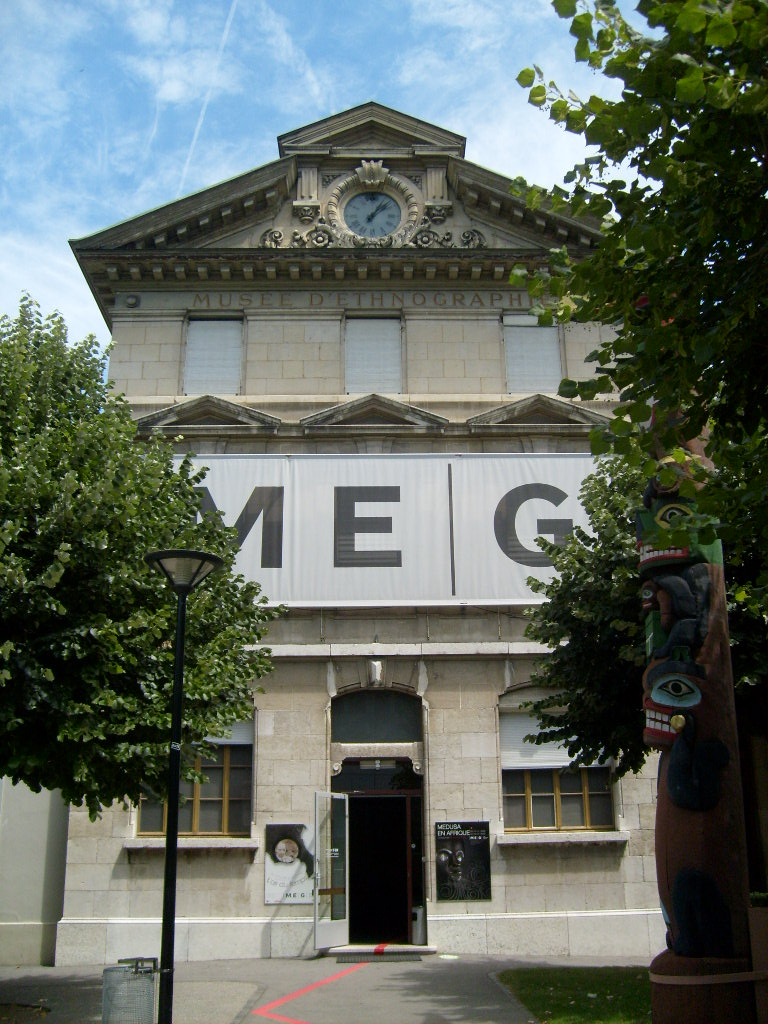
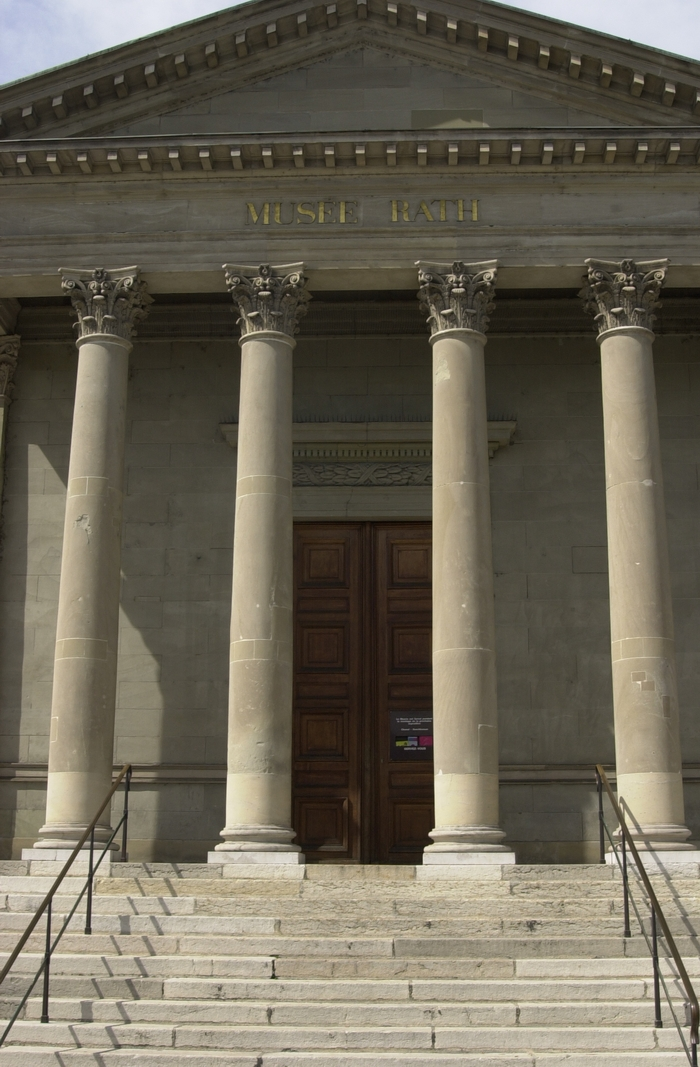
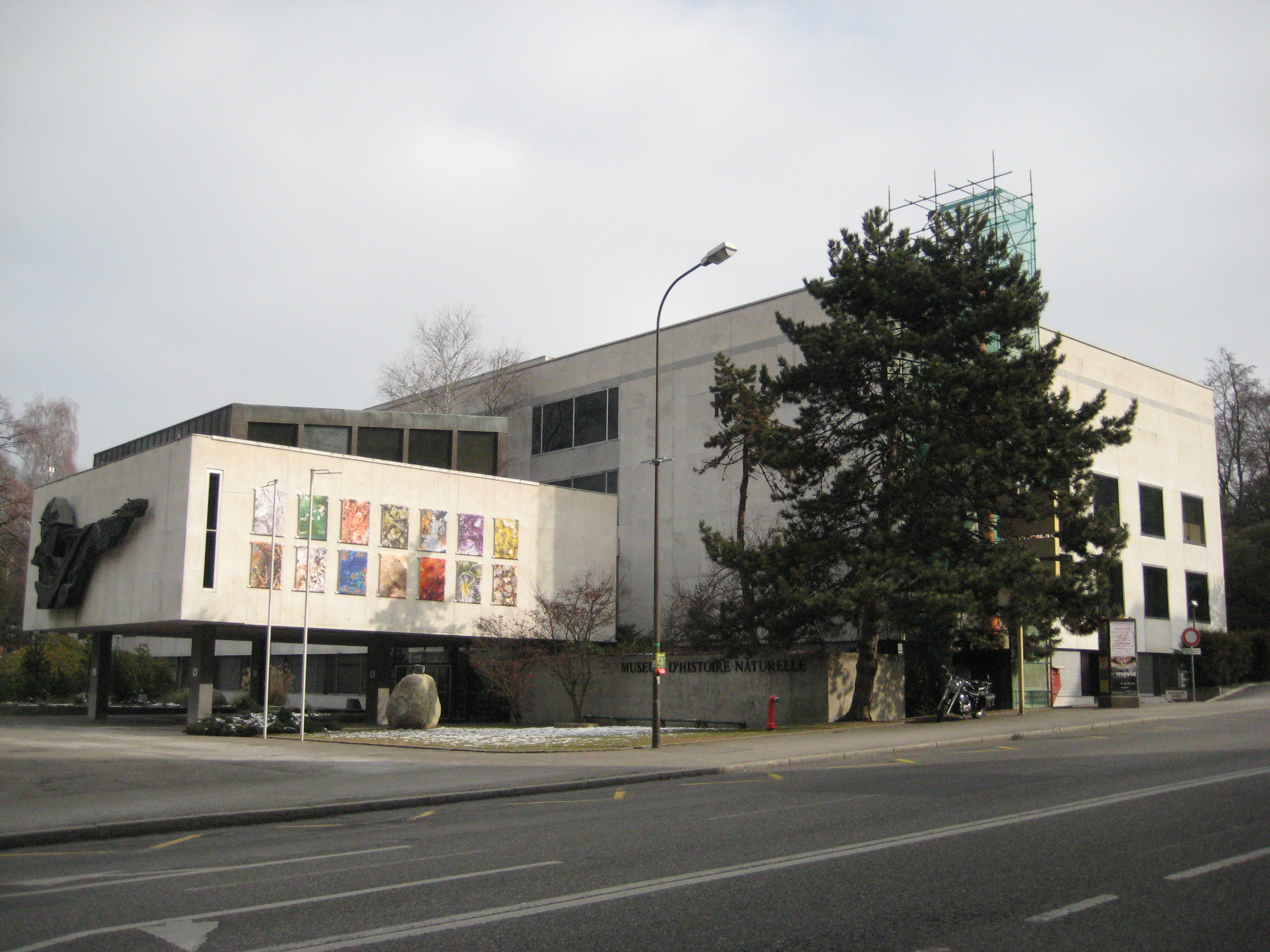
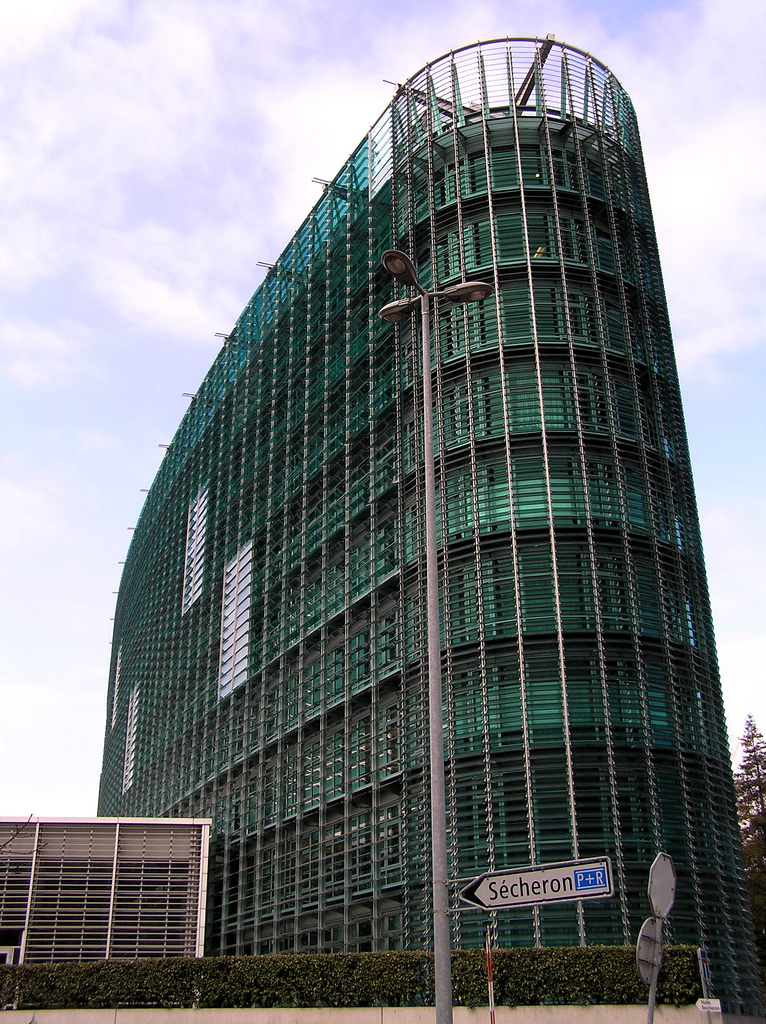
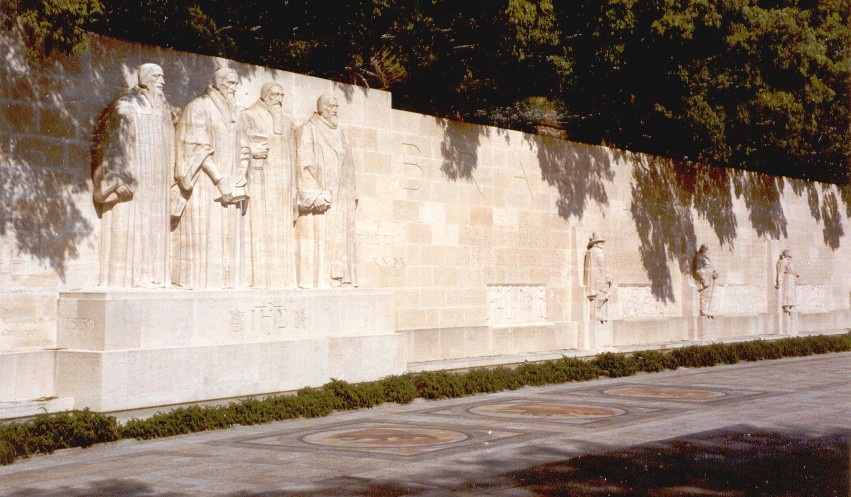
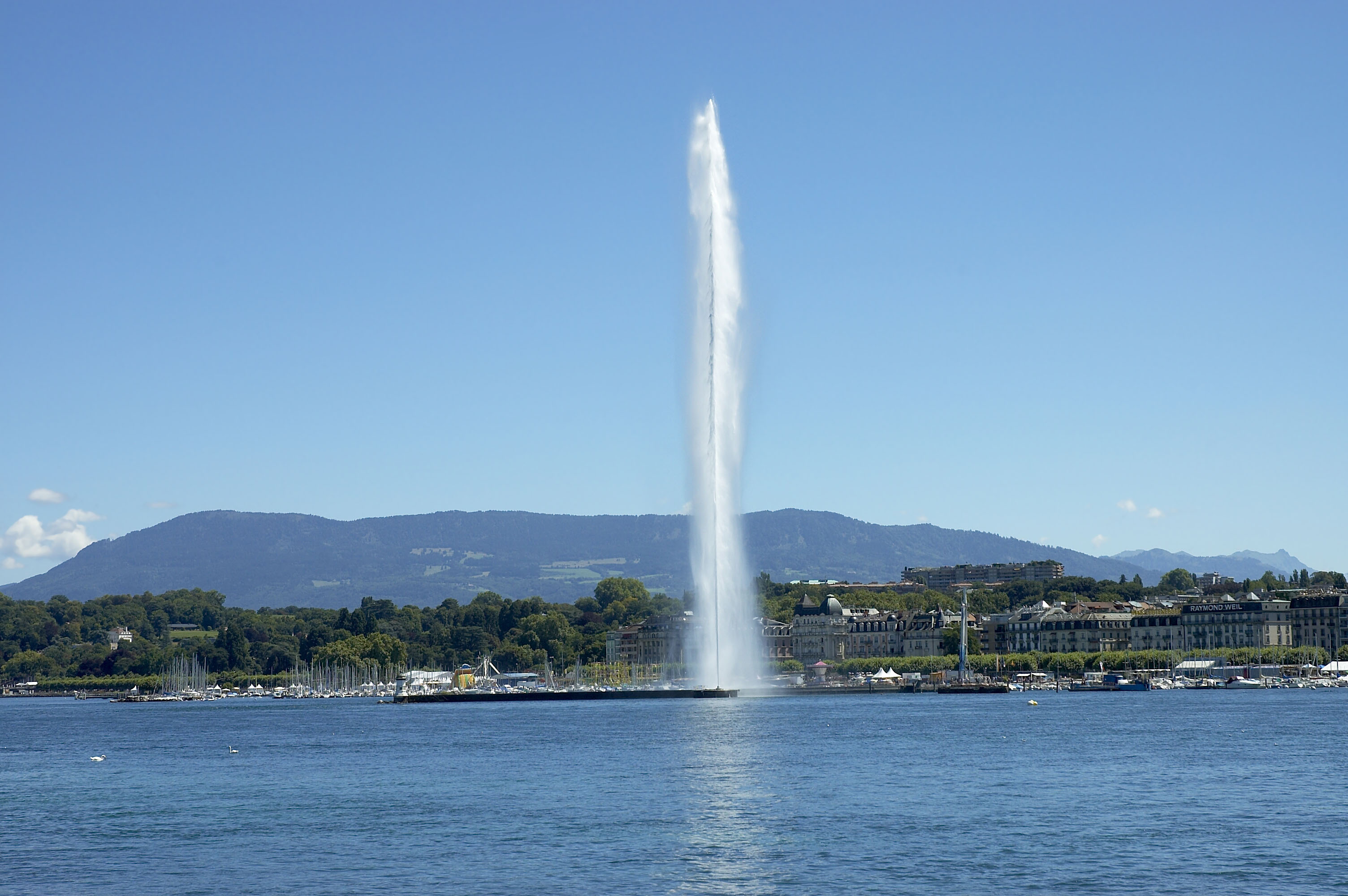
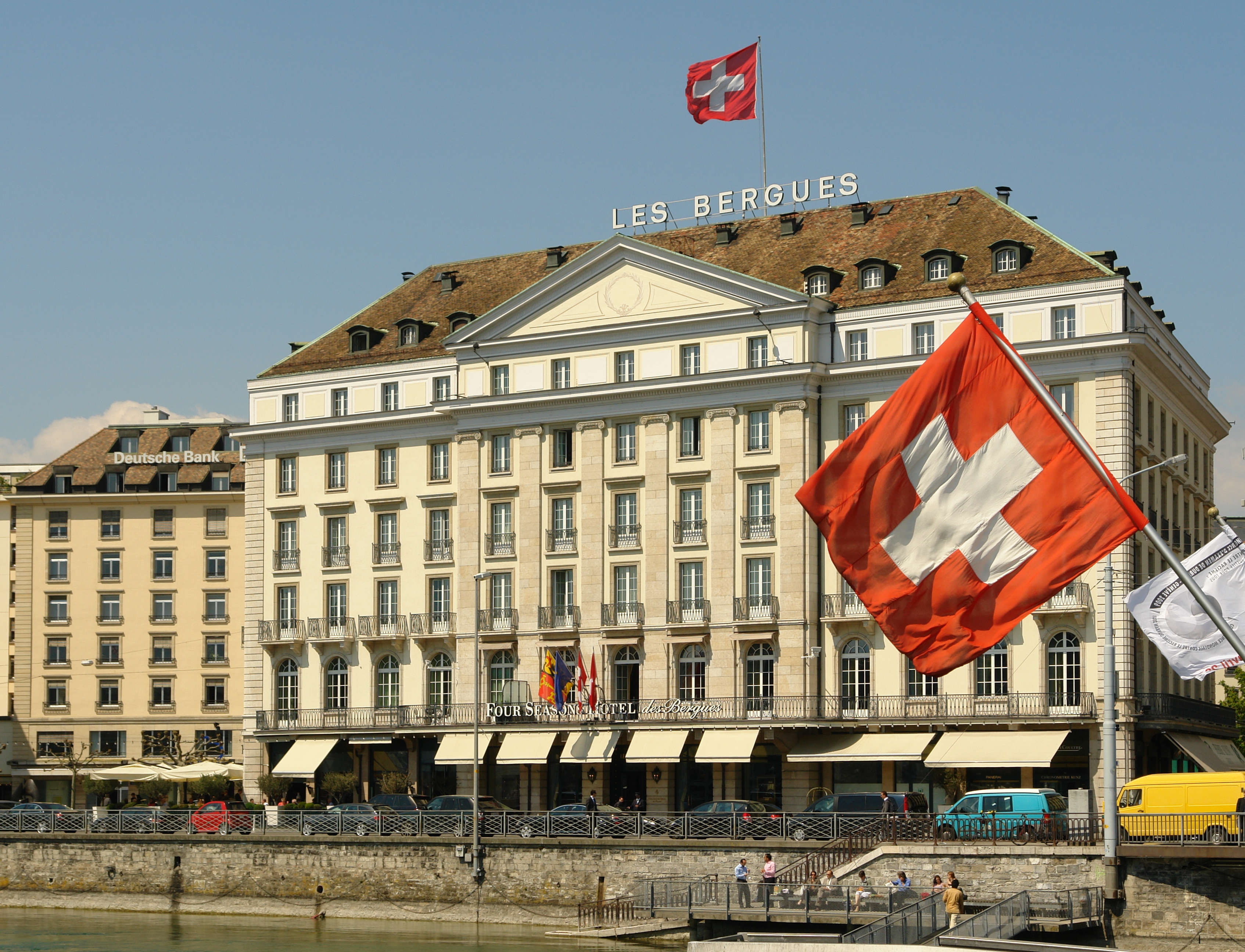
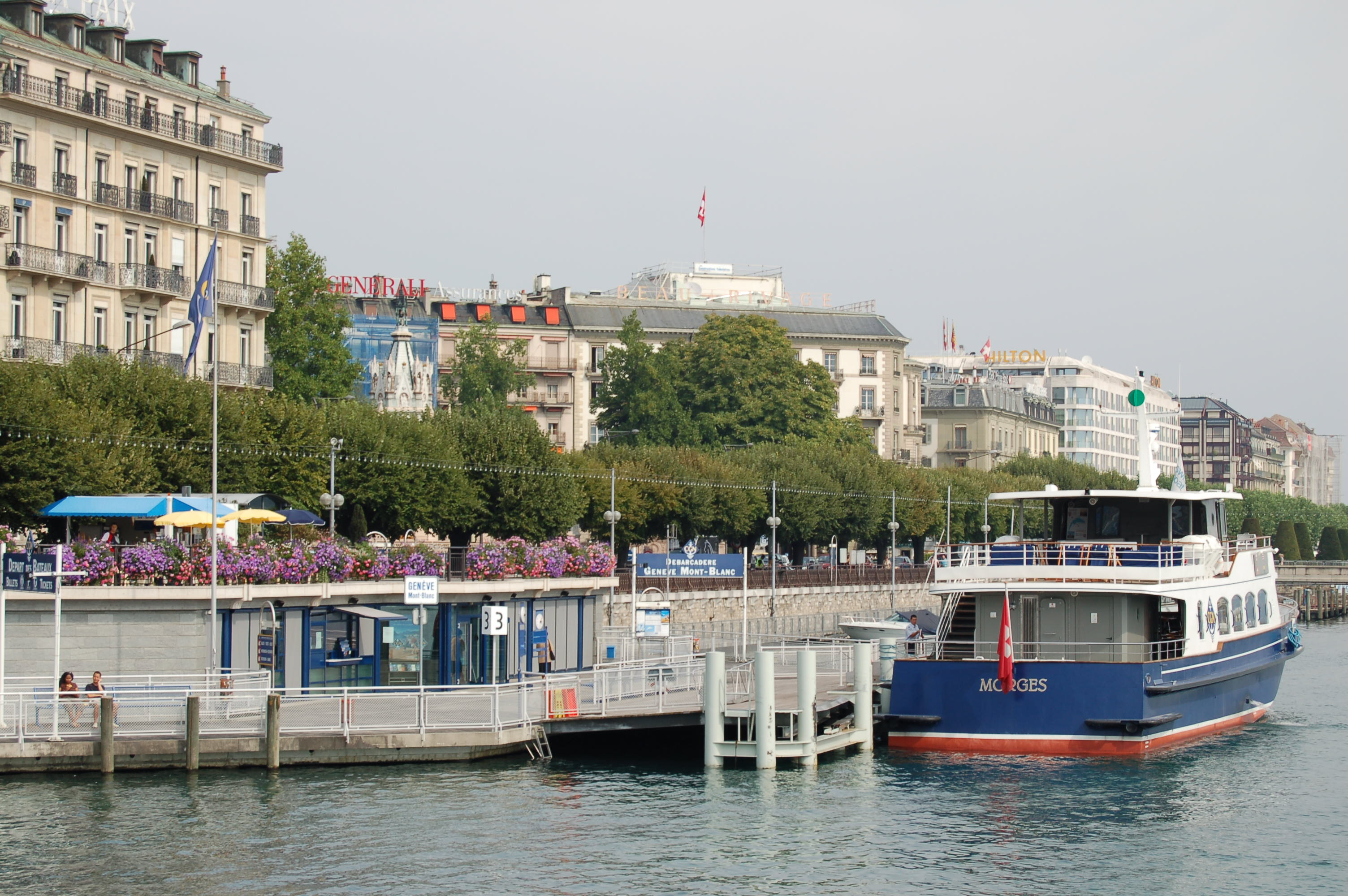
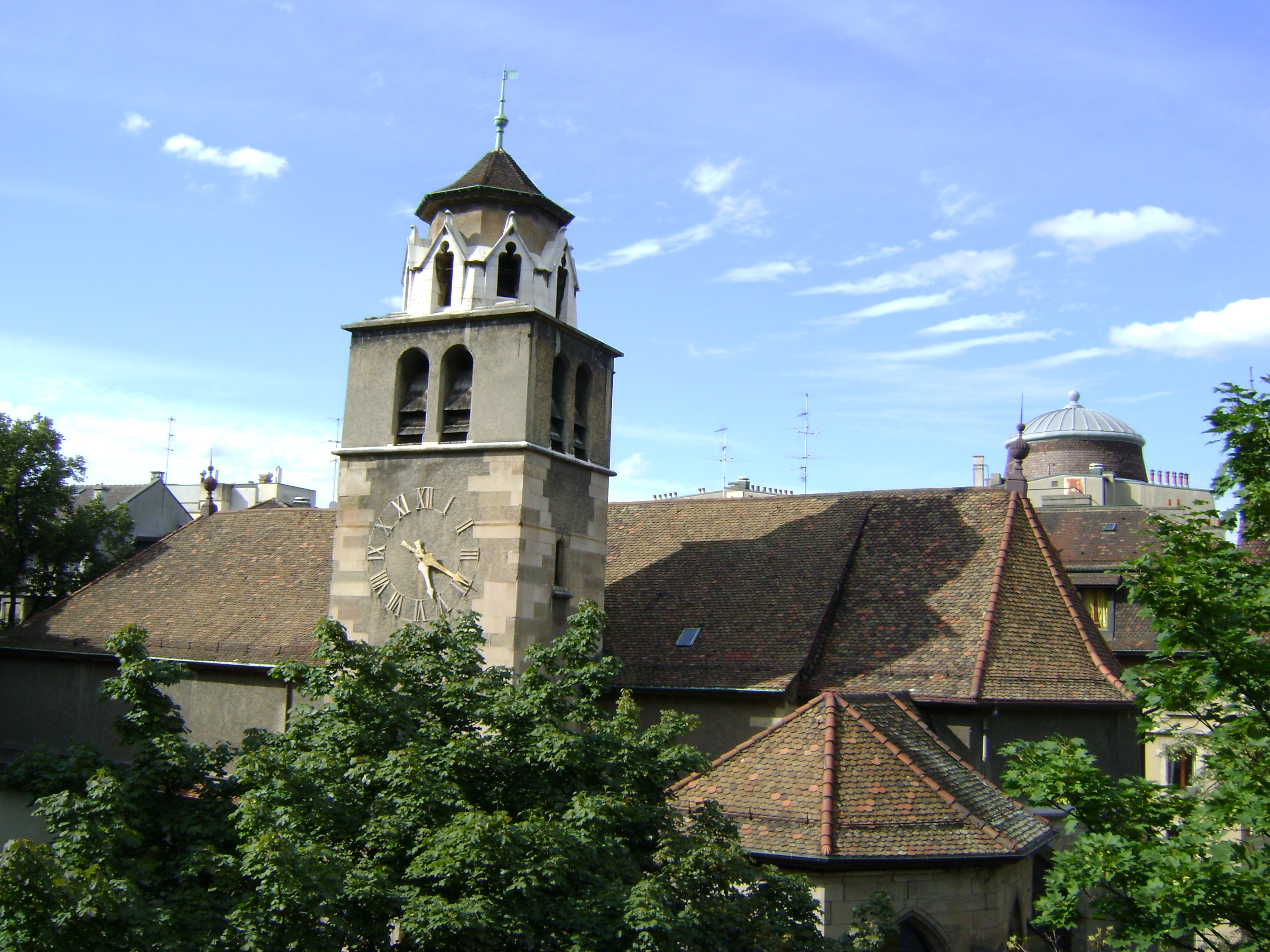
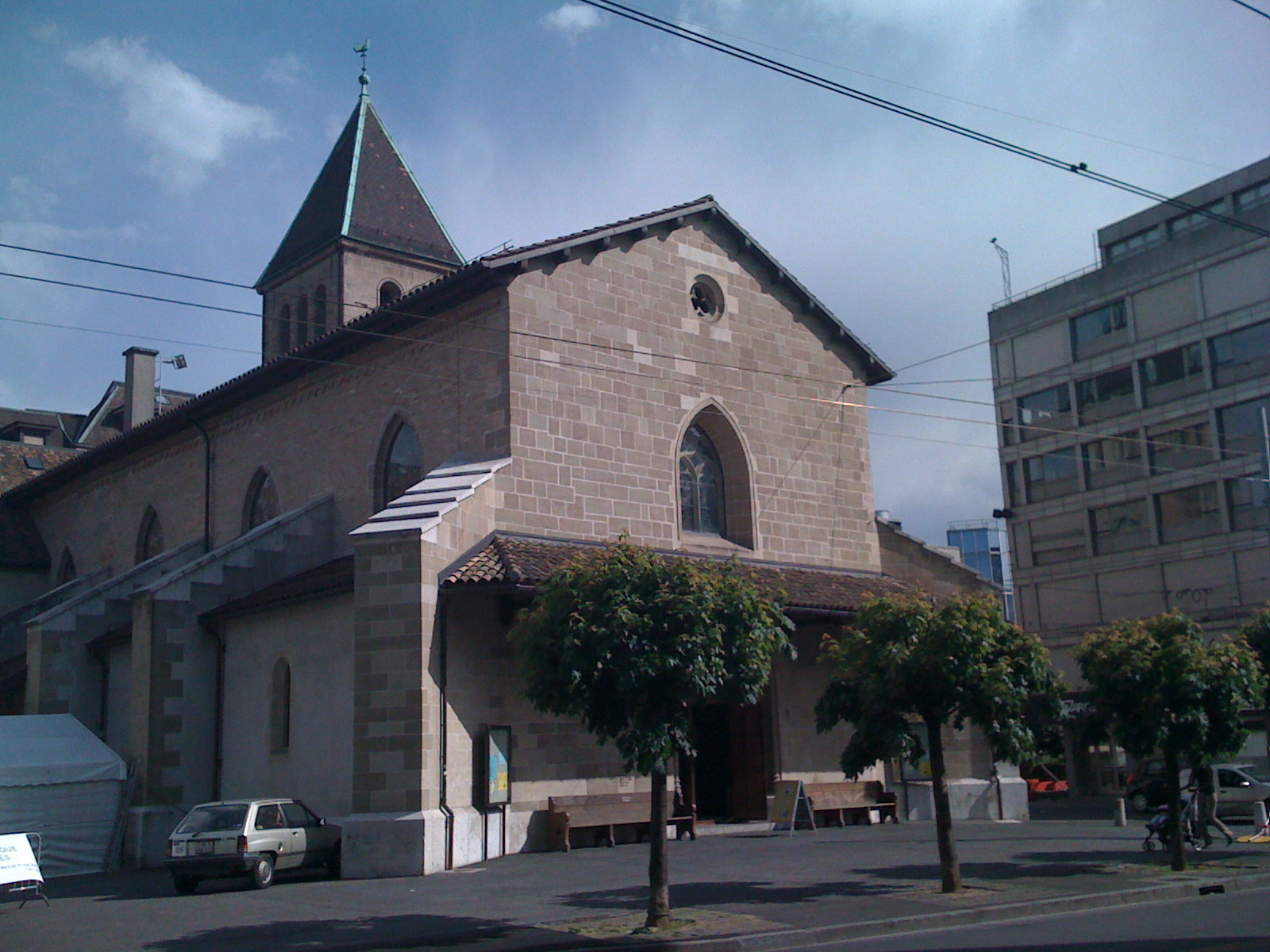
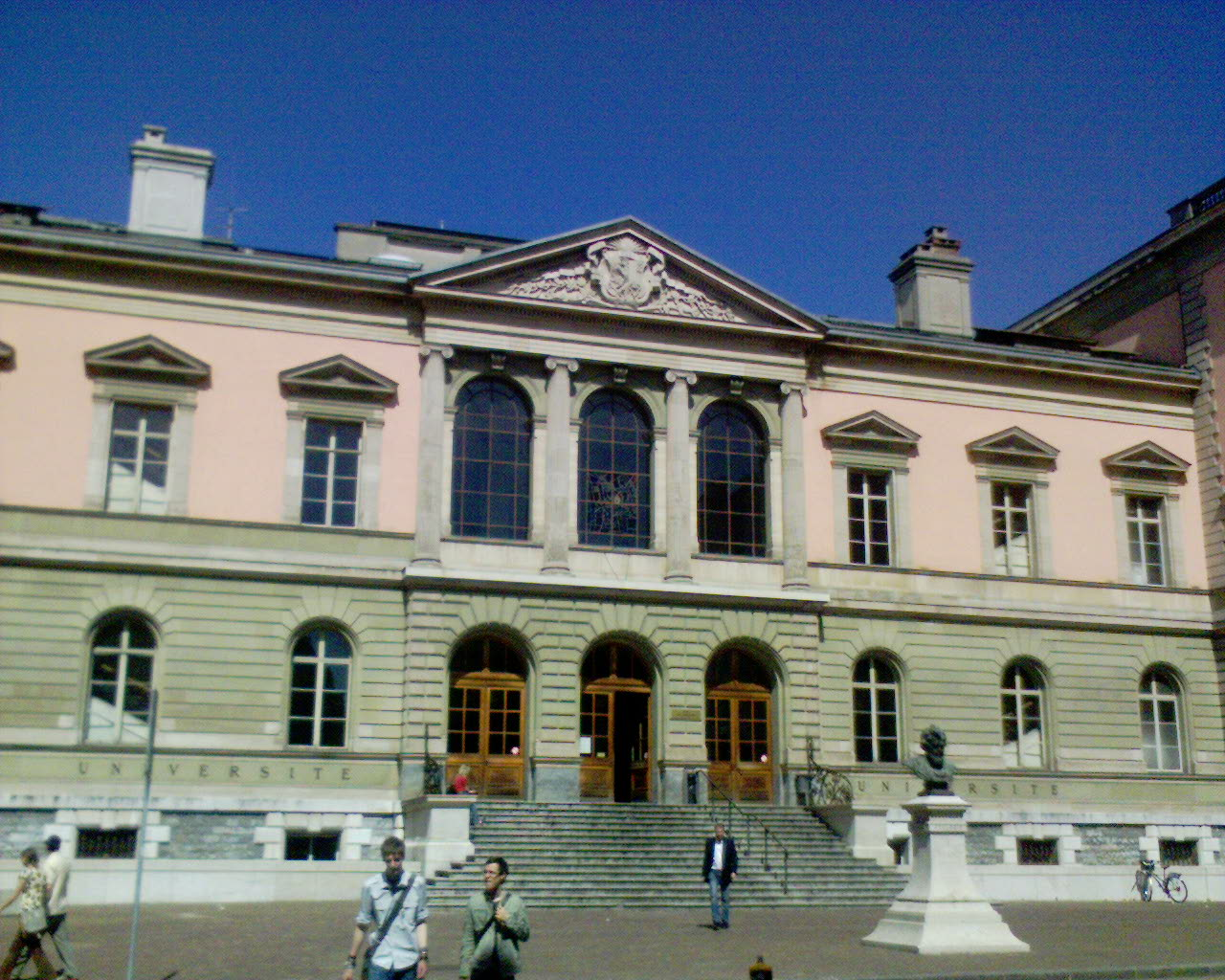
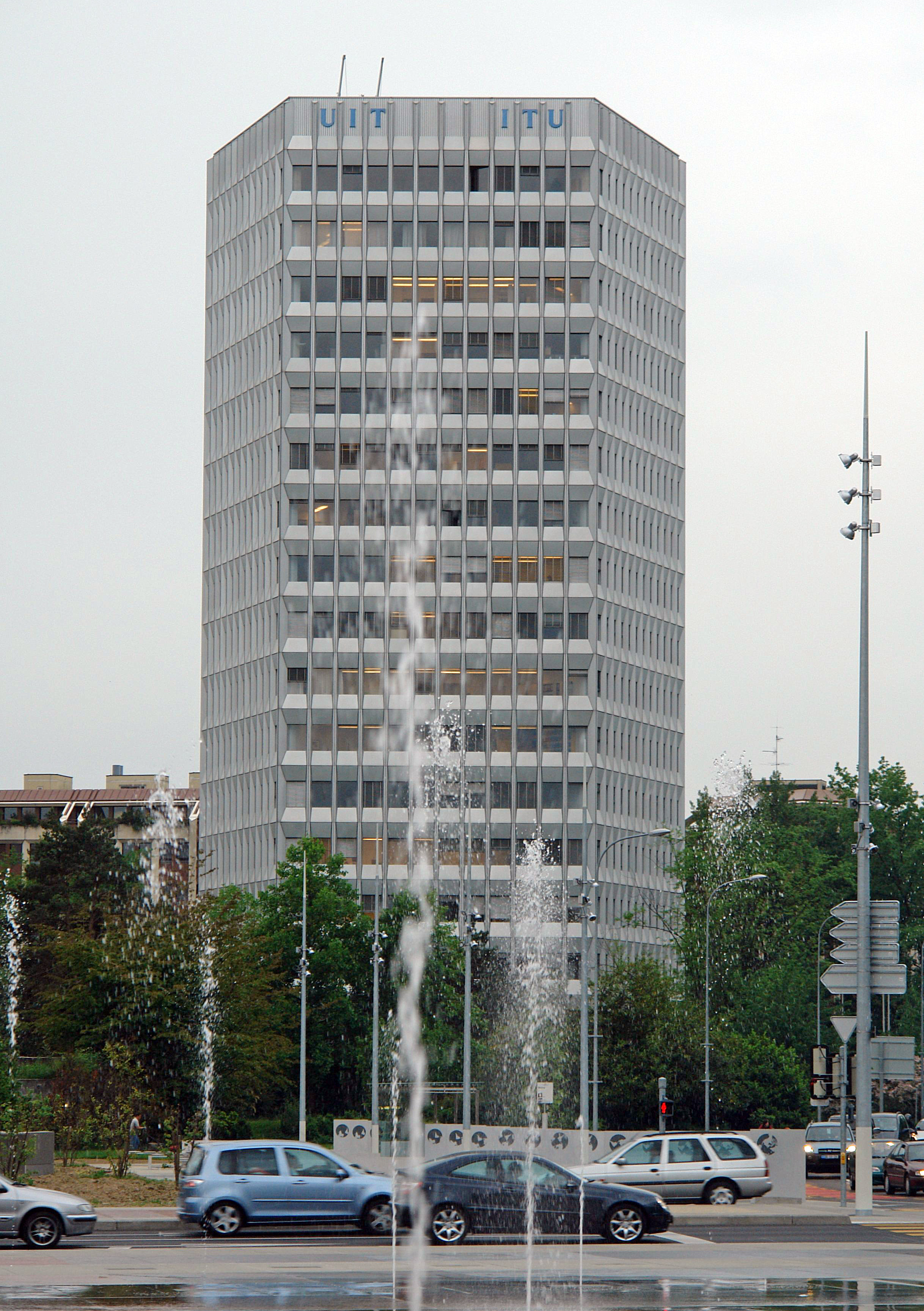
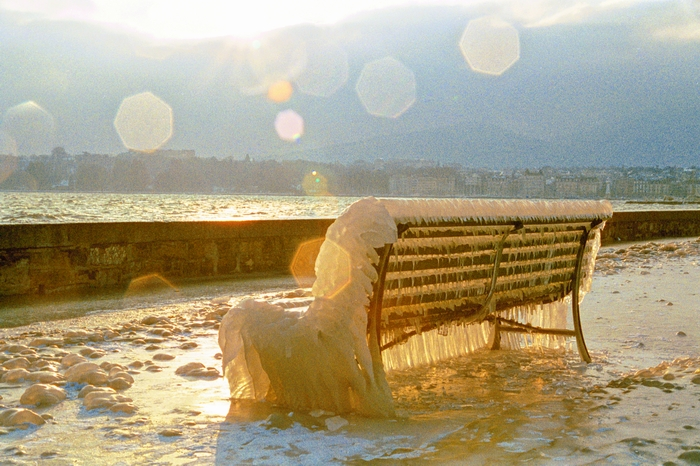

## ایرانیان مقیم ژنو
- محمدعلی جمال‌زاده
- محمود حسابی
- مهدی بازرگان
- اردشیر زاهدی